# Cenakul
Cenakul  u arhitekturi označuje u prostoriju na prvom katu u starorimskim kućama, odnosno cijeli prvi kat.
U kršćanskoj tradiciji, označuje dvoranu u kojoj je Krist održao Posljednju večeru.